# Оно као љубав
Оно као љубав је српска телевизијска серија снимана током 2009. године у режији Горчина Стојановића а по сценарију Владимира Ђурђевића, Милене Деполо и Татјане Илић.

## Радња
Серија Оно као љубав представља романтичну љубавну комедију ситуације (ситком) која прати животе три љубавна пара повезана местом становања и омиљеним локалним кафићем.
Љубав повезује и ствара обрте у односима три пара од којих је један пар у браку, други пар у дугогодишњој вези која би требало да се крунише браком, и трећи пар који је тек на прагу везе. Ту су и споредни ликови као што су Срђанова бивша жена и лик "локалног блејача" који већи део времена проводи у кафићу и као такав представља својеврсног хроничара догађаја и друштва.

Браца (грађевинар, Босанац) и Мими (животни саветник) досељавају се у нову зграду. Њихове прве комшије су Срђан, не тако успешни глумац и још мање успешни власник кафића „Хипнотисано пиле“ у приземљу зграде и његова девојка Нађа, манекенка.
Браца и Мими приликом усељења праве много буке, а чују се и неки неартикулисани звукови око којих ће Нађа исплести читаву мистерију. Ипак, све је добро што се добро сврши, у овом случају у Срђановом локалу где се склапају нова пријатељства а где ћемо упознати и конобара Џонија, музичара у покушају.
Има и он своју тиху патњу, згодну менаџерку Милицу која га константно одбија али супротности се привлаче.
У свакој епизоди појављује се и гост изненађења: Јанко Типсаревић, Кемал Монтено, Масимо Савић, Beauty Qeens, Душица Спасић, Јелена Трнинић, Владо Георгиев...

## Улоге
| Глумац                     | Улога                     |
| -------------------------- | ------------------------- |
| Никола Којо                | Срђан Алексић             |
| Бојана Стефановић          | Нађа                      |
| Љубомир Бандовић           | Брацо                     |
| Наташа Марковић            | Мими                      |
| Сергеј Трифуновић          | Џони                      |
| Соња Колачарић             | Милица                    |
| Срђан Милетић              | Маре                      |
| Милош Влалукин             | Лаки                      |
| Слободан Павелкић          | Гаја                      |
| Давор Перуновић            | Боле                      |
| Бранка Петрић              | Радмила (Џонијева бака)   |
| Кристина Раденковић        | Сашка                     |
| Весна Тривалић             | Софија                    |
| Јована Јокси Малешевић     | Девојка                   |
| Срђан Тимаров              | Божа Капиш                |
| Јелена Трнинић             | Селин                     |
| Властимир Ђуза Стојиљковић | Ђорђе Стаменковић         |
| Радмила Радовановић        | Мајка Зора                |
| Феђа Стојановић            | Отац Божа                 |
| Никола Симић               | Тома                      |
| Даница Максимовић          | Рушка                     |
| Јанко Типсаревић           | Јанко Типсаревић          |
| Драган Николић             | Драган Николић            |
| Бојан Димитријевић         | Редитељ                   |
| Никола Вујовић             | Саша                      |
| Даница Тодоровић           | кандидаткиња Сања         |
| Катарина Девић             | Сања                      |
| Светлана Бојковић          | Светлана                  |
| Драган Јовановић           | Драган                    |
| Гордан Кичић               | Гордан Кичић              |
| Александра Томић           | Ћерка                     |
| Оливера Викторовић         | Мајка                     |
| Раде Ћосић                 | Глумац                    |
| Петар Бенчина              | Иван                      |
| Бојан Жировић              | Ивица                     |
| Бранко Цвејић              | Бранко Цвејић             |
| Власта Велисављевић        | Власта Велисављевић       |
| Андријана Оливерић         | Јелена                    |
| Ретко Танкосић             | Спонзор                   |
| Данијела Штајнфелд         | Маја                      |
| Дорис Милошевић            | Славица                   |
| Миодраг Радовановић        | Миодраг Радовановић Мргуд |
| Сузана Лукић               | Мира                      |
| Бранислав Зеремски         | Рођа                      |
| Ана Стојановић             | Глумица                   |
| Ивана Вукчевић             | Лола                      |
| Стефан Бузуровић           | Захтевни клијент          |
| Марта Милосављевић         | Манекенка                 |
| Бранислав Јерковић         | Фрајер                    |
| Андреј Иванчевић           | Плесни партнер            |
| Милош Лазић                | Ортак                     |
| Нађа Маршићевић            | Манекенка                 |
| Бојан Хлишч                | Екс Дизелаш               |
| Наталија Нешковић          | Девојка                   |
| Михаило Максимовић         | Сниматељ                  |
| Милка Цанић                | Милка Цанић               |
| Звонимир Ђукић             | Ђуле Ван Гог              |
| Ксенија Пејић              | Огромна жена              |
| Zhang Khang Yin            | Чу                        |
| Александра Хумо            | Буца                      |
| Огњен Црномарковић         | дечак Марко               |
| Душица Спасић              | Водитељка                 |
| Небојша Миловановић        | Милош                     |
| Владимир Алексић           | Фића                      |
| Бранислав Трифуновић       | Бранислав Трифуновић      |
| Васа Несторовић            | Стрипер                   |
| Никола Тодоровић           | Дечак                     |
| Срђан Гојковић             | Гиле                      |
| Коста Ивановић             | Дечак                     |
| Александар Ђурђевић        | Момак                     |
| Владо Георгиев             | Владо Георгиев            |
| Весна Пастровић            | Соња                      |
| Андреј Алфиревић           | Дечак                     |
| Ксенија Ћирица             | Матичарка                 |
| Страхиња Лацковић          | Стрипер                   |
| Дејан Димитријевић         | Момак                     |
| Теодор Бранковић           | Дечак                     |
| Милош Пауновић             | Играч                     |
| Кемал Монтено              | Кемал Монтено             |

## Занимљивости
- Серија је карактеристична по сценама исповести између сцена, што до тада није виђено у српским серијама односно ситкомима. Касније је овај додатак употребљен и у драмедији Попадија из 2022. године.
- Потпуно бесплатно је доступна за гледање у Србији на платформи РТС Планета. Често се репризира на каналу РТС Драма, а до јесени 2023. године налазила се и у РТС Видео клубу на платформама Телекома Србија.